# Fucile automatico Howell
Il fucile automatico Howell, noto anche solo come Howell, è una variante convertita per il fuoco semi-automatica del fucile Lee-Enfield.
L'arma era affidabile, ma non ergonomica per l'utente in quanto la forza del meccanismo di rinculo interferiva con la manovrabilità dell'arma. Conversioni analoghe furono quelle sudafricane Rieder e Charlton di Nuova Zelanda che avevano pieno fuoco automatica.